# Уолтолл (округ)
Округ Уолтолл (англ. Walthall County) — округ штата Миссисипи, США. Население округа на 2000 год составляло 15156 человек. Административный центр округа — город Тайлертаун.

## История
Округ Уолтолл основан в 1912 году.

## География
Округ занимает площадь 1046.4 км2.

## Демография
Согласно переписи населения 2000 года, в округе Уолтолл проживало 15156 человек (данные Бюро переписи населения США). Плотность населения составляла 14.5 человек на квадратный километр.